# 5. alpinska divizija »Pusteria«
5. alpinska divizija »Pusteria« (izvirno italijansko 5a Divisione Alpina »Pusteria«) je bila alpinska divizija Kraljeve italijanske kopenske vojske

## Organizacija
- Štab
- 7. alpinski polk
- 11. alpinski polk
- 5. alpinski artilerijski polk